# Kindy (entreprise)
Pour les articles homonymes, voir Kindy.
 (mai 2025).
Si vous disposez d'ouvrages ou d'articles de référence ou si vous connaissez des sites web de qualité traitant du thème abordé ici, merci de compléter l'article en donnant les références utiles à sa vérifiabilité et en les liant à la section « Notes et références ».
Kindy Project est un fabricant et distributeur français de chaussettes.

## Historique
En 1863, la bonneterie Davesne fabriquait déjà des bonnets, des tricots et des écharpes, en 1922, elle se transforme en société anonyme et se lance dans la commercialisation de chaussettes. 
En mai 1966, la marque Kindy est créée, par contraction du nom de Kennedy, la société décide alors de commercialiser ses produits dans la grande distribution (GMS) dont la multiplication entraînera l’essor de la société. À partir de 1985 Kindy se dote de métiers à tricoter électroniques et connaît une forte expansion. En 1991, le groupe obtient la licence Walt Disney puis la licence Astérix en 1992. Le 26 mai 1994 l'entreprise est introduite sur le Second Marché de la Bourse de Paris. En octobre 1996, Kindy reprend Mariner et obtient la licence Coupe du monde France 98. En 1998, est lancée la gamme anti-odeur Amicor. En 2000, elle signe une coopération avec Adidas. 
L'entreprise Kindy Bloquert effectue des bénéfices en 2002, avec le deuxième volet de la restructuration et le lancement de la gamme Bien-être. En 2004-2005 aboutit les restructurations (fermeture du site de Moreuil et arrêt de la production à Lillers) et s'amorce une stratégie d'expansion : reprise de l'investissement publicitaire et acquisition de Baby Love. En 2006, Kindy Bloquert rachette des actifs de la société Blanchard BSS (Business Sport Socks SAS) (Marque Thyo) et acquiert GBB, spécialiste de la chaussure pour enfant. En 2007, Kindy Bloquert cesse l'activité Mariner. En 2008, l'entreprise arrête les activités textiles et chaussons de Baby Love, transfère à Moliens dans l'Oise l'activité BSS qui était établie à Montceau-les-Mines et signe un partenariat de commercialisation des chaussettes Dim (création de la société The Socks Legend). En 2009 est cédé le fonds de commerce de Mariner et l'activité Sovema (magasin d'usine) est arrêté, comme les filiales Contim, Kindy Polska et GBB Tunisie. En 2010, Kindy Bloquert commercialise des chaussettes Innov Activ dans en pharmacies et parapharmacies. En 2011, Kindy Bloquert investit 1,5 million d’euros dans l’outil de production, pour augmenter et moderniser son parc de quarante métiers à tricoter.

### Procédure de sauvegarde
En février 2017, la société Kindy Bloquert est placée en procédure de sauvegarde pour une période de six mois : les 115 emplois de son unique site en France, à Moliens dans l'Oise, sont menacés.
En avril 2017, la société Kindy Bloquert est placée en redressement judiciaire.
Le 2 juin 2017, le tribunal de commerce de Beauvais annonce avoir choisi, pour repreneur, la société Galatée. L'acheteur s’engage à conserver 60 salariés. La société Kindy Project est créée en juin 2017 et continue de commercialiser les Marques Kindy, Thyo, Achile, Innov'activ, ainsi que les licences Le Coq Sportif et Skechers. 25 personnes sont embauchées en un an à la suite de la reprise.
Le 15 juin 2018, la société Kindy Project rachète la société roubaisienne Tissel, spécialisée dans la vente groupée de chaussettes multimarques.

## Marques et Licences

### Marques
Le groupe exploite les marques Kindy, Thyo, Achile et Innov' Activ dans le domaine de la chaussette, ainsi que les licences Le Coq Sportif et Skechers.

### Licences
Le groupe Kindy a conclu des accords de licence avec Dim (partenariat de fabrication et de commercialisation des chaussettes DIM), Le Coq sportif, Duarig et Catimini.

## Identité visuelle

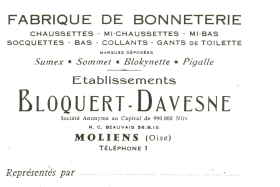
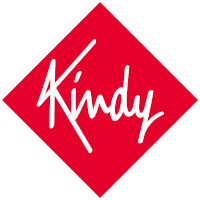